# Thijs de Greeff
Thijs de Greeff is een voormalige Nederlandse hockeyspeler. Hij speelde zes officiële interlands (0 doelpunten) voor de Nederlandse hockeyploeg. Zijn internationale seniorendebuut maakte de verdediger/middenvelder op zaterdag 5 augustus 2005 in de oefeninterland Nederland-Polen (3-3) in Amstelveen.
De Greeff speelde voor HC Klein Zwitserland, Kampong, SCHC en HC Rotterdam. Hij maakte al deel uit van de Nederlandse zaalhockeyselectie toen hij in het voorjaar van 2005 een uitnodiging kreeg voor de veldselectie van bondscoach Roelant Oltmans. Drie dagen na zijn debuut tegen Polen kreeg hij te horen deel uit te maken van de negentienkoppige selectie voor het Europees kampioenschap van 2005 in Leipzig.
De Greeff baarde opzien in de sportwereld door in maart 2018 in een interview met NRC Handelsblad publiekelijk uit te komen voor zijn homoseksualiteit. Hij was voor zover bekend de eerste Nederlandse mannelijke tophockeyer die zijn coming-out beleefde.